# Número sublime
En la teoría de números, un número sublime es un entero positivo que tiene una cantidad de divisores positivos (incluyéndose él) que es un número perfecto, y que la suma de estos divisores suman otro número perfecto.
El número 12, por ejemplo, es un número sublime. Tiene un número perfecto de divisores positivos (6): 1, 2, 3, 4, 6, y 12,y la suma de estos también es perfecto: 1 + 2 + 3 + 4 + 6 + 12 = 28.
Hay solo dos números sublimes conocidos, 12 y (2126)(261 − 1)(231 − 1)(219 − 1)(27 − 1)(25 − 1)(23 − 1). El segundo de estos tiene 76 dígitos decimales:
6086555670238378989670371734243169622657830773351885970528324860512791691264.